# ターボ・リアリズム
ターボ・リアリズム(ロシア語: Турбореали́зм, ラテン文字転写: Turbo-realism)はペレストロイカ後のソビエト連邦-ロシアに起こった文学潮流。

## 概要
1989年の「ノーヴァヤ・ファンタスティカ・シリーズ」の出版開始とともに始まったとされており、「ターボ」という名称は1992年のロシアSF大会において与えられた。ニコライ・ゴーゴリやフランツ・カフカ、ミハイル・ブルガーコフらの系譜を受け継ぐとともに、ストルガツキー兄弟をはじめとするソ連SF小説の影響を強く受けて展開されている文学運動である。あくまで文学を志向しながら、SFや幻想文学との混交や越境を積極的に行っているところに特色がある。代表的作家にはヴィクトル・ペレーヴィンやアンドレイ・ラザルチュークが挙げられる。